# Ampex
Ampex是一家美国的存储设备制造商，它成立于1944年，公司名称是由创始人Alexander M. Poniatoff (俄文名 Александр Понятов）姓名的首字母「AMP」加上英文「卓越」（Excellence）的头两个字母而来。这家公司成立之初曾为通用电气生产电动机和雷达配件，第二次世界大战结束后逐渐转向磁带存储设备，是这一行业的重要先驱之一。曾开发出美国第一款实用的录音磁带、录像磁带。

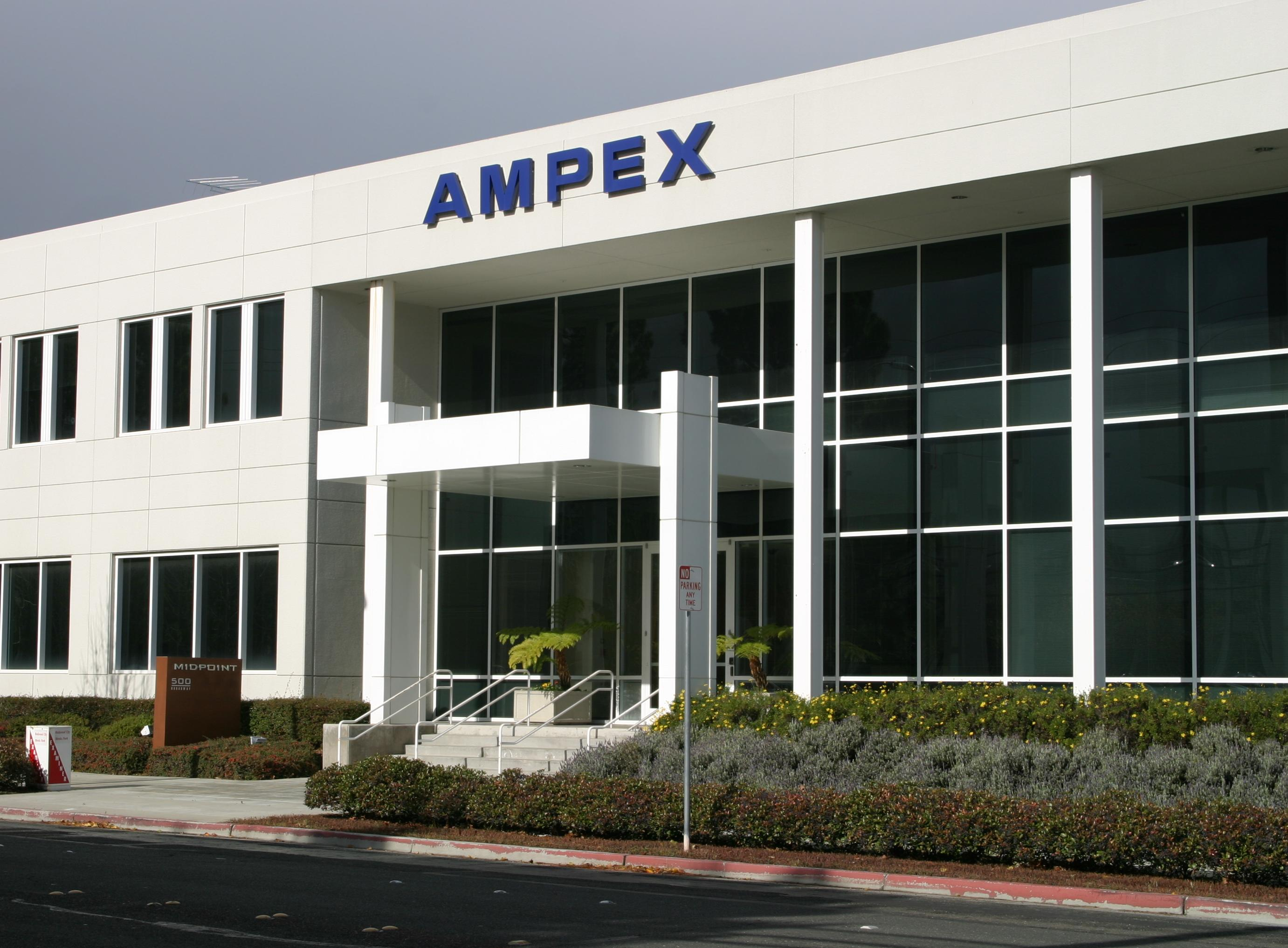
Ampex總部

## 外部連結
- Ampex（页面存档备份，存于）